# 张罗遗址
张罗遗址，位于中国甘肃省天水市麦积区，为一个省级文物保护单位，类型为古遗址。
张罗遗址的历史年代为新石器时代至青铜时代。